# Роксана (бактријска принцеза)
Роксана (грчки Ῥωξάνη, Rhōksánē) је била бактријска принцеза и најпознатија као прва жена Александра Великог (познат као и Александар Македонски).

## Биографија
Роксана је рођена годину до двије прије 345. године прије нове ере, иако је тачан датум непознат. Кћерка је бактријског сатрапа Оксијарта. Када је Александар Велики покушао да освоји Согдијанску стијену, у којој је Оксијарт сакрио своју породицу, он успијева да се од 300 војника попне 270. Тврђава се тад предаје, а бивају заробљена дјеца и жене многих значајних побуњеника. Међу њима се налазила и Роксана, која је била зреле доби за удају. Александар се жени Роксаном по локалним обичајима, а том женидбом осваја срца домаћег становништва. Разлози су могли бити и политичке природе; то вјенчање је помогло да се оконча побуна на сјевероистоку. Од тада Роксана прати Александра на свим његовим даљим походима. На походу у Индији она рађа дијете, али оно умире убрзо након порођаја. Она прати Александра све до Вавилона, кад он изненада умире 11. јуна 323. године прије нове ере, бијавши у постељи и једанаестог дана грознице умире. Роксана убрзо рађа сина, Александра IV Македонског. Роксана после тога убија његову другу жену Статејру II и њену сестру Дрипетиду.
У политичким борбама дијадоха за власт, Роксана и њено дијете су првобитно били под заштитом Пердике, кога је заједно са сином пратила на инвазију у Египат против Птолемеја Сотера. Након Пердикине смрти, регент постаје Антипатар, са којим Роксана убрзо одлази у Македонију. Антипатар убрзо за регента проглашава Полиперхона, што за последице има љутњу његовог сина Касандра, који одлучује да започне рат. Полиперхон пише Олимпијади, мајци Александра Великог, која се ради лоших односа са Касандром налази у Епиру, те је молио да дође и преузме бригу о Александру IV Македонском. Олимпијада и Полиперхон побјеђују 317. године прије нове ере, убивши предводнике непријатељске војске, Еуридику и Филипа III Аридеја, и још стотину Касандрових пријатеља. Бијесан, Касандар предводи велику војску на Македонију. Олимпијадина војска се расипа, те она бива приморана да се повуче утврђену Пинду, заједно са Роксаном и Александром IV Македонским. Опсада се окончава неких годину дана касније, након што је наступила велика глад због које је Олимпијада морала да се преда. Касандар издаје наређење да је убију, а Роксану и њено дијете држао је затворене у Амфипољу и под својом контролом дуги низ година. Убивши Олимпијаду, Касандар је уклонио правог заштитника младог краља. Пошто је Александар IV Македонски био прави насљедник царства, Касандар издаје наређење да се погубе млади краљ и Роксана око 310-309. године прије нове ере.